# 平山遊季
平山 遊季（ひらやま ゆき、2006年7月25日 - ）は、日本の歌手、アイドル。女性アイドルグループアンジュルムの10期メンバー。
北海道生まれ、神奈川県出身。アップフロントプロモーション所属。

## 略歴
2019年
- 「モーニング娘。'19 LOVEオーディション」に応募するが、落選。
- 8月2日、広本瑠璃・橋田歩果・西﨑美空・北原もも・江端妃咲・豫風瑠乃・村越彩菜・植村葉純とともにハロプロ研修生に加入。

2021年
- 12月30日、アンジュルムへの加入が発表された。

2022年
- 5月11日、『愛・魔性/ハデにやっちゃいな!/愛すべきべき Human Life』でアンジュルムとしてメジャーデビュー。

2024年
- 3月29日、ウイルス感染による炎症から生じる発熱と診断されたことを報告、同月30日・31日に開催されるハロー!プロジェクトのコンサートについて欠席することを発表。4月5日、激しい運動は控える必要があるとの医師の判断に基づき、同月6日 - 14日のアンジュルムのコンサートについて歌唱のみの参加となることを発表。同月21日の公演についても引き続き歌唱のみの参加となることを19日に発表。なお、同公演において徐々にパフォーマンスを再開させていたこと、今後は段階を追って本格的に再開させることを26日に報告。
- 10月25日、国の指定難病である「ベーチェット病」と診断されたことを公表。以後の活動については無理のない範囲内で続けていくことを明らかにした。

2025年
- 7月25日、Instagramを開始。

## 人物
- ニックネームは、ゆったん、ぺいぺい[1]。メンバーカラーはライトグリーン。
- 血液型A型[2]。
- 趣味はいろんなジャンルの音楽鑑賞[2]。
- 好きな音楽ジャンルはハロー!プロジェクトの音楽全般、洋楽、K-POP[2]。
- 好きなスポーツはアイスホッケー[2]。
- 座右の銘は「継続は力なり」[2]。

## 出演

### 舞台
- 演劇女子部『図書館物語～3つのブックマーク～』（2021年11月11日 - 11月21日、池袋シアターグリーン BIG TREE THEATER） - 東野りさ 役

## 所属グループ・ユニット
- アンジュルム（2021年 - ）